# Chiril al Ierusalimului
Chiril al Ierusalimului (în greacă Κύριλλος Α΄ Ἱεροσολύμων, Kýrillos A Ierosolýmon; în latină Cyrillus Hierosolymitanus) (n. 313 d.Hr., Ierusalim, Palestina romană⁠(d) – d. 386 d.Hr., Ierusalim, Israel) a fost un important teolog din perioada de început a Bisericii Creștine, autor al mai multor cateheze (scrieri de învățătură ortodoxă). La sfârșitul anului 350 i-a succedat lui Maxim ca episcop al Ierusalimului, dar a fost exilat de mai multe ori din cauza dușmăniei episcopului Acachie al Cezareei și a politicii diferiților împărați romani. Chiril a lăsat în urma sa scrieri importante cu privire la pregătirea religioasă a catehumenilor și la regulile liturgice ale vremii sale.
El este venerat ca sfânt de Biserica Romano-Catolică, Biserica Ortodoxă, Bisericile vechi orientale și de Biserica Anglicană. În anul 1883 Chiril a fost declarat doctor al Bisericii de papa Leon al XIII-lea. El este, de asemenea, foarte respectat de comunitatea creștinilor palestinieni.

## Activitatea sa inițială
Chiril s-a născut la Ierusalim, în jurul anului 313, în vremea domniei împăratului Constantin cel Mare. Se cunosc puține informații despre viața lui Chiril înainte de a deveni episcop, iar atribuirea anului 315 ca an al nașterii sale este o presupunere. Potrivit hagiografului Alban Butler, Chiril s-a născut la Ierusalim sau în apropiere și, aparent, a fost cunoscător atât al scrierilor Părinților Bisericii, cât și al scrierilor filozofilor păgâni. A intrat de timpuriu în monahism.
Chiril a fost hirotonit diacon de către episcopul Macarie al Ierusalimului în jurul anului 335 și preot de către episcopul Maxim opt ani mai târziu, cândva în jurul anului 343. Episcopul Maxim l-a însărcinat cu cateheza celor care urmau a fi botezați în fiecare Paște. În ziua de 7 mai 348, potrivit tradiției, s-a văzut pe cerul Ierusalimului un fenomen luminos care avea forma unei cruci, fiind înștiințat de aceasta chiar și împăratul Constanțiu. După moartea lui Maxim, Chiril i-a succedat lui Maxim în scaunul episcopal al Ierusalimului la sfârșitul anului 350.

## Episcop al Ierusalimului
Relațiile dintre episcopii Acachie al Cezareei și Chiril al Ierusalimului au devenit încordate în urma unui conflict dogmatico-canonic. Acachie este considerat de istoricii ortodocși ca un ierarh arian, iar opoziția lui față de Chiril în anii 350 este atribuită de acești autori conflictului dogmatic. Sozomen sugerează, de asemenea, că Acachie ar fi fost nemulțumit de atribuirea unei importanțe sporite scaunului episcopal al Ierusalimului la Sinodul Ecumenic de la Niceea, precum și de creșterea importanței Ierusalimului ca loc sfânt principal și centru de pelerinaj al creștinismului.
Acachie l-a acuzat pe Chiril de vânzarea bunurilor aflate în proprietatea bisericii. Orașul Ierusalim trecea în acea vreme prin lipsuri grele de alimente, ceea ce i-a făcut pe istoricii bisericești Sozomen și Theodoret să scrie că „Chiril a vândut în secret obiecte sacramentale ale bisericii și un veșmânt bisericesc valoros, realizat cu fir de aur, pe care împăratul Constantin l-a dăruit cândva episcopului pentru a-l purta atunci când săvârșea ritualul Botezului”. S-a crezut că Chiril a vândut o parte din bunurile și darurile imperiale ale bisericii pentru a-i împiedica pe enoriașii săi să moară de foame.
Timp de doi ani, Chiril a făcut față acuzațiilor lui Acachie de vânzare a bunurilor bisericii, dar un sinod organizat în anul 357 la solicitarea lui Acachie l-a destituit în absență (Chiril a fost acuzat oficial că a vândut bunurile bisericii pentru a-i ajuta pe săraci) și Chiril a plecat în exil, alături de Silvan, episcopul Tarsului. În anul următor, 359, Sinodul de la Seleucia, organizat într-o atmosferă ostilă lui Acachie, l-a repus pe tron pe Chiril și l-a destituit pe Acachie. În anul 360 împăratul Constanțiu a anulat această decizie printr-un sinod din Constantinopol, iar Chiril a plecat din nou în exil pentru un an, când împăratul păgân Iulian Apostatul (361-363) i-a permis să se întoarcă.
Chiril a fost din nou alungat din Ierusalim de către împăratul arian Valens (364-378) în 367. S-a aflat în exil 11 ani și a revenit iarăși după moartea lui Valens și ascensiunea pe tron a împăratului Grațian (378-379) în 378, după care a rămas nederanjat pe tron până la moartea sa în 386. În anul 380 Grigorie de Nyssa a venit la Ierusalim la recomandarea unui sinod ținut la Antiohia în anul precedent și a găsit credința într-o stare bună, dar era îngrijorat că orașul căzuse pradă proastelor moravuri. Chiril a participat la Sinodul al II-lea Ecumenic de la Constantinopol din anul 381, unde a combătut erezia lui Macedonie și i s-a confirmat jurisdicția asupra Ierusalimului. La acel sinod a votat pentru acceptarea termenului homoousia, fiind convins în cele din urmă că nu există o alternativă mai bună. Situația lui este reprezentativă poate pentru acei episcopi răsăriteni (aflați probabil în majoritate), care, deși erau inițial neîncrezători față de hotărârile Sinodului de la Niceea, au ajuns să accepte Crezul niceo-constantinopolitan și doctrina homoomousia. Chiril a murit în anul 386, după o păstorire de 35 de ani în fruntea Bisericii Ierusalimului și 15 ani petrecuți în exil.
A păstrat curat tezaurul credinței și a dus o viață morală de o rară frumusețe. Se pare că pe vremea lui s-a construit Biserica Învierii din Ierusalim, unde și-a rostit o parte din catehezele sale. A lăsat în urma sa un număr de 24 de cateheze de învățătură ortodoxă.
Sfântul Chiril al Ierusalimului este sărbătorit în Biserica Ortodoxă și în Biserica Catolică la 18 martie.

## Citate din scrierile Sf. Chiril din Ierusalim

### Despre Crez
„Simbolul credinței n-a fost alcătuit după părerile oamenilor, ci din toată Scriptura a fost adunat ceea ce este mai important, pentru a da o singură învățătură completă de credință. Și, după cum sămânța de muștar închide într-un grăunte foarte mic mulțime de ramuri, tot astfel acest compendiu al credinței închide în câteva cuvinte toată cunoașterea adevăratei pietăți cuprinsă în Vechiul și Noul Testament” (Catecheses illuminandorum, 5, 12; PG 33, 521-524).

### Despre viața veșnică
„Viața subzistentă și adevărată, pe care Tatăl o dăruiește prin Fiul și în Duhul Sfânt, revarsă asupra tuturor fără excepție darurile cerești. Datorită milostivirii sale, și noi, oamenii, am primit făgăduința neclintită a vieții veșnice” (Catecheses illuminandorum, 18, 29; PG 33, 1049).

### Despre îndumnezeirea creștinilor
„Dumnezeu, care ne-a predestinat la înfiere, ne-a făcut asemenea Trupului glorios al lui Cristos. De acum înainte, devenind părtași la Christos, sunteți pe bună dreptate numiți christoși” (Catecheses mystagogicae, 3, 1; PG 33, 1088 A).

### Despre rugăciunea pentru morți la Liturghie
„[În anaforă,] ne rugăm pentru Sfinții Părinți și episcopi adormiți, și în general pentru toți cei care au adormit înaintea noastră, crezând cu tărie că va fi de foarte mare folos sufletelor în favoarea cărora este oferită implorarea în timp ce e adusă jertfa sfântă și înfricoșătoare. (...) Înfățișând lui Dumnezeu implorările noastre pentru cei care au adormit, chiar dacă au fost păcătoși, (...) îl înfățișăm pe Christos cel jertfit pentru păcatele noastre, ca să dobândim, pentru ei și pentru noi, bunăvoința Dumnezeului iubitor de oameni” (Catecheses mystagogicae, 5, 9. 10; PG 33, 1116 B - 1117 A).

### Despre ultima cerere dinTatăl nostru
„Doar o inimă curată poate spune fără să se cutremure: «Vie Împărăția ta». Trebuie să fi fost la școala lui Pavel pentru a spune: «Să nu mai domnească așadar păcatul în trupul nostru muritor!» (Rom 6, 12). Cel care se păstrează curat în fapte, în gânduri și în vorbe poate să-i spună lui Dumnezeu: «Vie Împărăția ta!»”. (Catecheses mystagogicae, 5, 13; PG 33, 1120 A)

## Scrieri
Sunt celebre cele 24 de cateheze, ținute în anul 348 (350) în Biserica Sfântului Mormânt, dintre care 19 în Postul Mare, pentru catehumeni, 5 în Săptămâna Luminată, pentru cei nou botezați. Aceste cateheze sunt mărturii importante ale credinței și liturgiei acelor timpuri.

#### Ediții
- Opera (Ediția Mauriner), ed. v. Prudenilus Maran, Paris, 1720
- Opera, hrsg. v . Joseph Rupp u. W. C. Reischl, 2 vol., 1848/1860.
- Des hl. Cyril Katechesen, ed. Philipp Häuser, în: BKV2 41, 1922.
- Johannes Quasten, Monumenta eucharistina et liturgira vetustissima. 2: S. Cyrilli Hier. catecheses mystagogicae (în greacă și latină), 1935.
- Des Hl. Bischof Cyril v. Jerusalem Reden der Einweihung (Mystagogische Katechesen), trad. și introd. de Ludwig Athanasius Winterswyl, 1939.
- St. Cyrill of Jerusalem's Lectures on the Christian Sacraments. The Procatechesis and the Five Mystagogical Catecheses. With the translation by R. W. Church. Edited by Frank Leslie Cross, Londra, 1951.
- Cyrill of Jerusalem and Nemesius of Emesea. Selections from the »Catechetical Lectures« of St. Cyrill, and »On the nature of Man«, ed. de William Telfer, ebd. 1955.
- Catéchèses, baptismales et mystagogiques. Traduites et présentées par le chanoine J. Bouvet, Namur, 1962.
- Catéchèses mystagogiques. Introduction, texte critique et notes de Auguste Piédagnel. Traduction de Pierre Paris, Paris, 1967.
- The Works of S. Cyrill of Jerusalem, I (=The Fathers of the Church 61), Washington, 1969 (Rez. v. John E. Wrigley, în: Catholic biblical quarterly, 32, Washington D.C., 1970, 154 f.).
- Antonio Calisi, Lo Spirito Santo in Cirillo di Gerusalemme, Chàrisma Edizioni, Bari, 2013, pp. 216. ISBN 978-88-908559-1-7

## Legături externe
- it en el  Scrieri
- ro  Viețile sfinților (profamilia.ro) Arhivat în 22 octombrie 2007, la Wayback Machine.
- en  Enciclopedia catolică (newadvent.org)
- it  Sfinți și fericiți (santiebeati.it)
- it  Viețile sfinților (enrosadira.it)
- es  Enciclopedia catolică, versiunea spaniolă (enciclopediacatolica.com)
- es  Viețile sfinților (corazones.org)
- ro  Sfantul Chiril al Ierusalimului, 25 mai 2012, Prof. Dr. Remus Rus, CrestinOrtodox.ro
- ro  Opera catehetica a Sfantului Chiril al Ierusalimului si actualitatea ei, 3 octombrie 2007, Arhim. Grigore Babus, CrestinOrtodox.ro